# Das verräterische Herz (1958)
Das verräterische Herz ist ein 1958 entstandener, halbstündiger, österreichischer Fernsehfilm von Leopold Hainisch nach der gleichnamigen Kurzgeschichte (1843) von Edgar Allan Poe. Die deutsche Schauspiellegende Werner Krauß gab hier ihre Abschiedsvorstellung vor der Kamera.

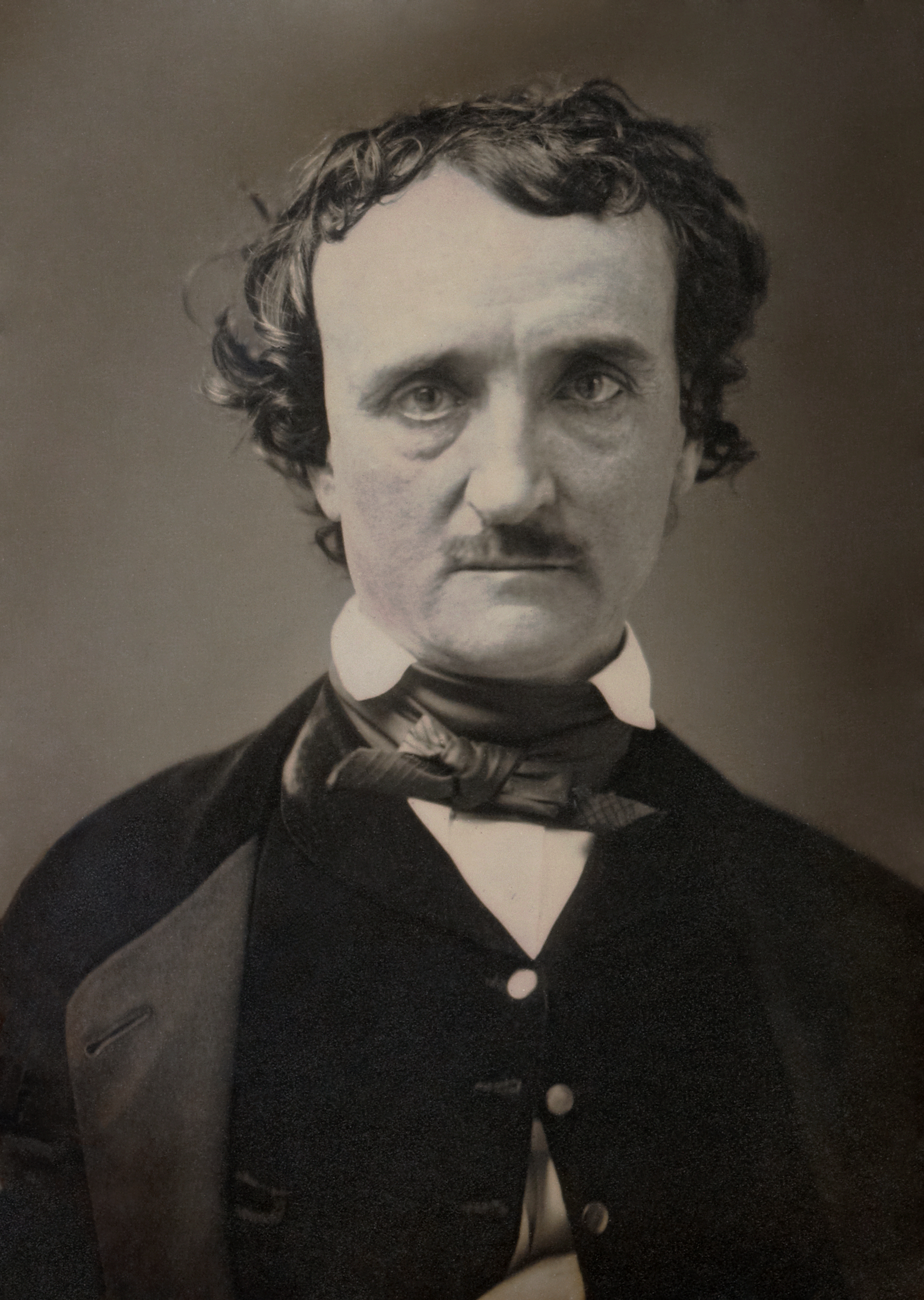
Schrieb die Vorlage: Edgar Allan Poe (Daguerreotypie von 1849)

## Handlung
Im Zentrum der Handlung stehen zwei alleinstehende Männer, die gemeinsam unter einem Dach wohnen, wobei der jüngere der beiden die Geschichte erzählt. Der Alte hat ein sehr seltsames Auge, das für Außenstehende erschreckend wirkt. Wie bei einem Geierauge liegt eine feine Haut über der eigentlichen Pupille, die dadurch nicht beeinträchtigt wird, jedoch unsichtbar bleibt. Der junge Mann fühlt sich zugleich abgestoßen und bedroht von diesem Auge, ja, er empfindet regelrecht physische Schmerzen von diesem Anblick, der ihn nicht mehr loszulassen und ihn zu verfolgen scheint, und so plant er eines Tages, den Alten zu ermorden.
Er überfällt den alten Mann und tötet ihn während dessen Schlafs. Doch durch diesen Mord findet der junge Mörder nicht zu seiner Ruhe zurück. Er nimmt die mutmaßliche Todesangst des Alten wahr und hört Stimmen sowie das pochende Herz seines Opfers, den er in Panik unter den Dielenbrettern versteckt hat. Dann aber stehen plötzlich drei Polizeibeamte, die einen Todesschrei gehört haben wollen, vor der Tür und bitten um Einlass, um den Dingen auf den Grund zu gehen. Wieder hört der junge Mörder das verräterisch pochende Herz, das ihn allmählich in den Wahnsinn zu treiben scheint …

## Produktionsnotizen
Das verräterische Herz ist die erste gezeigte, deutschsprachige Verfilmung dieser beliebten anglo-amerikanischen Schauergeschichte nach Poes Vorlage. Die Produktion entstand im Frühjahr 1958 in Wien und wurde im österreichischen Fernsehen am 16. Juni 1958 erstausgestrahlt. Die deutsche Premiere war am 12. Juli 1962 um 20 Uhr 20 in der ARD.
Kurt Schreiber übernahm die Produktionsleitung. Heinz Ockermüller schuf die Filmbauten, die Kostüme entwarf Inge Brauner.

## Kritik
Die Zeitschrift Gong befand bei der deutschen Erstausstrahlung: „"Das verräterische Herz", diesmal mit einem scheußlichen Werner Krauss und dem tänzerischen Willi Dirtl. Edgar Allan Poes Novelle wurde als Traum gespielt, getanzt, als Pantomime dargeboten, wesentlich härter, grausamer, abstoßender, als in Günther Hasserts Regie (2. Programm, 13. Juni 61). Gleichzeitig aber auch in der künstlerischen Darstellung eindringlicher.“

## Weitere deutschsprachige Verfilmungen des Stoffes
- 1954: Das verräterische Herz, Regie: Wilm ten Haaf[3]
- 1961: Das verräterische Herz, Regie: Günther Hassert, mit Hartmut Reck und Bruno Hübner[4]
- 1968: Das verräterische Herz, Regie: Paul Anczykowski, mit Heinrich Clasing und Paul Anczykowski.[5]
- 1979: Das verräterische Herz, Regie: Karl Heinz Kramberg, mit Hans Clarin und Ferdy Mayne